# Саджідан
Саджідан (перс. سجيدان) — село в Ірані, у дегестані Сіяхкалруд, у бахші Чабоксар, шагрестані Рудсар остану Ґілян. За даними перепису 2006 року, його населення становило 442 особи, що проживали у складі 124 сімей.

## Клімат
Середня річна температура становить 14,24°C, середня максимальна – 28,14°C, а середня мінімальна – 0,07°C. Середня річна кількість опадів – 965 мм.
| Клімат поселення                              | Клімат поселення | Клімат поселення | Клімат поселення | Клімат поселення | Клімат поселення | Клімат поселення | Клімат поселення | Клімат поселення | Клімат поселення | Клімат поселення | Клімат поселення | Клімат поселення | Клімат поселення |
| Показник                                      | Січ.             | Лют.             | Бер.             | Квіт.            | Трав.            | Черв.            | Лип.             | Серп.            | Вер.             | Жовт.            | Лист.            | Груд.            |                  |
| Середній максимум, °C                         | 11,06            | 10,36            | 11,64            | 16,96            | 21,40            | 26,28            | 28,14            | 27,98            | 23,99            | 20,64            | 16,18            | 11,91            |                  |
| Середня температура, °C                       | 5,92             | 5,21             | 6,50             | 11,82            | 16,25            | 21,16            | 24,02            | 23,85            | 19,86            | 16,51            | 12,06            | 7,77             |                  |
| Середній мінімум, °C                          | 0,78             | 0,07             | 1,36             | 6,67             | 11,11            | 16,01            | 19,90            | 19,72            | 15,73            | 12,39            | 7,92             | 3,65             |                  |
| Норма опадів, мм                              | 78               | 71               | 79               | 48               | 48               | 35               | 30               | 47               | 110              | 187              | 129              | 103              |                  |
| Середньомісячна швидкість вітру, м/с          | 2.30             | 2.50             | 2.58             | 2.45             | 2.35             | 2.17             | 2.32             | 2.20             | 2.07             | 2.08             | 2.10             | 2.18             |                  |
| Середньомісячна сонячна радіація, кДж/м²·день | 7383             | 9405             | 11477            | 15377            | 19108            | 20620            | 21180            | 18140            | 14662            | 10751            | 8851             | 6990             |                  |
| --------------------------------------------- | ---------------- | ---------------- | ---------------- | ---------------- | ---------------- | ---------------- | ---------------- | ---------------- | ---------------- | ---------------- | ---------------- | ---------------- | ---------------- |
| Джерело:                                      |                  |                  |                  |                  |                  |                  |                  |                  |                  |                  |                  |                  |                  |